# Krystyna Jolanta Sotowska-Brochocka
Krystyna Jolanta Sotowska-Brochocka (ur. 13 września 1938, zm. 19 stycznia 2020) – polska biolog, dr hab., profesor Instytutu Zoologii Wydziału Biologii Uniwersytetu Warszawskiego.

## Życiorys
Obroniła pracę doktorską, 29 marca 1993 habilitowała się na podstawie pracy zatytułowanej Ośrodkowa regulacja funkcji gonadotropowej u żaby trawnej, Rana Temporaria L. podczas hibernacji. Otrzymała nominację profesorską. Została zatrudniona na stanowisku profesora w Instytucie Zoologii na Wydziale Biologii Uniwersytetu Warszawskiego, z którym była związana zawodowo od 1963. Przez wiele lat pełniła funkcję Kierownika Zakładu Fizjologii Zwierząt Uniwersytetu Warszawskiego, wybitna specjalistka w dziedzinie fizjologii niższych kręgowców, autorka wielu publikacji, podręczników i opracowań popularnonaukowych.
Zmarła 19 stycznia 2020, pochowana na cmentarzu komunalnym Północnym w Warszawie.

## Odznaczenia i nagrody
- Nagroda Ministra Nauki i Szkolnictwa Wyższego (wielokrotnie)[1]
- Nagroda JM Rektora Uniwersytetu Warszawskiego (wielokrotnie)[1]
- Złoty Krzyż Zasługi[1]